# Jasad
A Jasad indonéz death metal zenekar. 1990-ben alakultak Bandung-ban. A jasad szó indonézül testeket jelent. Először egy EP-t dobtak piacra 1996-ban, majd 2001-ben egy demót. 2001-ben már az első nagylemezük is megjelent. Ezeken kívül még két nagylemezt dobtak piacra. Jelenleg Yuli Darma az egyetlen eredeti tag. A harmadik nagylemezükön angolul és indonézül egyaránt "hörögnek". Hangzásviláguk miatt a zenekar a "slamming death metal" al-műfajba is sorolható.

## Tagok
- Yuli Darma - ének, basszusgitár (1990-)
- Mohamad Rohman - éneklés (1999-)
- Ferly - gitár (1999-)
- Reduan Purba - gitár (2015-)
- Oki Fadhlan - dobok (2017-)

## Diszkográfia
- C'Est La Vie (EP, 1996)
- Ripping the Pregnant (demó, 2001)
- Witness of Perfect Torture (nagylemez, 2001)
- Demo 2005
- Annihilate the Enemy (nagylemez, 2005)
- Rottrevore Death Fest (split videóalbum, 2006)
- Promo Demo 2011
- Rebirth of Jatisunda (nagylemez, 2013)
- 5 (EP, 2019)